# Wielomiany Bernsteina

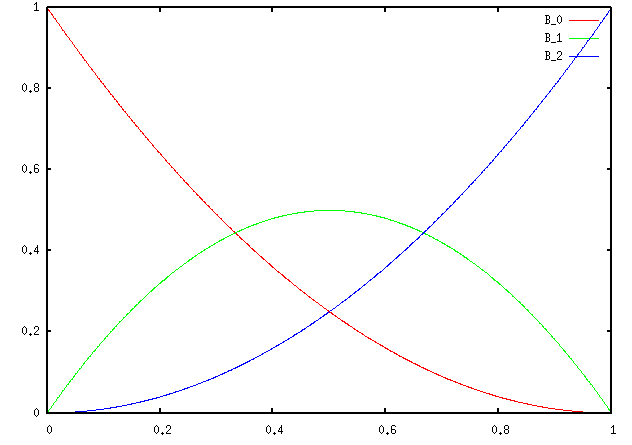
Reprezentacja podstawy wielomianów stopnia Bernsteina 2

Wielomiany Bernsteina – wielomiany wprowadzone w 1912 roku przez Siergieja Bernsteina w dowodzie twierdzenia Weierstrassa o przybliżeniu funkcji ciągłych.
Dla funkcji {\displaystyle f\colon [0,1]\to \mathbb {R} ,} wielomian Bernsteina stopnia n jest dany wzorem:
{\displaystyle E_{n}(f)(t)=\sum _{i=0}^{n}f\left({\frac {i}{n}}\right)B_{i}^{n}(t),}
gdzie {\displaystyle B_{i}^{n}(t)} to wielomiany bazowe Bernsteina dane wzorem:
{\displaystyle B_{i}^{n}(t)={\begin{cases}{n \choose i}t^{i}(1-t)^{n-i}&{\mbox{dla}}\ i=0\ldots n\\0&{\mbox{dla}}\ i<0,\ i>n\end{cases}}}
Wielomiany bazowe Bernsteina służą do przedstawiania szeroko stosowanych w grafice komputerowej: krzywych Béziera, płatów Béziera i wywodzących się z nich innych rodzajów krzywych i powierzchni (w publikacjach tyczących grafiki komputerowej często pomija się przymiotnik bazowe i używa po prostu określenia wielomiany Bernsteina).

## Własności wielomianów bazowych Bernsteina

### Zależność rekurencyjna
Wielomian spełnia zależność rekurencyjną:
{\displaystyle B_{i}^{n}(t)=(1-t)B_{i}^{n-1}(t)+tB_{i-1}^{n-1}(t)}

### Rozkład jedynki
{\displaystyle \sum _{i=0}^{n}B_{i}^{n}(t)=1}

### Dodatniość
{\displaystyle B_{i}^{n}(t)\geqslant 0} dla {\displaystyle t\in [0,1]}

### Symetria
{\displaystyle B_{i}^{n}(t)=B_{n-i}^{n}(1-t)}

### Iloczyn
{\displaystyle B_{i}^{n}(t)B_{j}^{m}(t)} {\displaystyle ={\frac {{n \choose i}{m \choose j}}{{n+m} \choose {i+j}}}B_{i+j}^{n+m}(t)}

### Pochodna
{\displaystyle {\frac {d}{dt}}B_{i}^{n}(t)=n\left(B_{i-1}^{n-1}(t)-B_{i}^{n-1}(t)\right)}

### Reprezentacja za pomocą wielomianów wyższego stopnia
{\displaystyle B_{i}^{n}(t)={\frac {n+1-i}{n+1}}B_{i}^{n+1}(t)+{\frac {i+1}{n+1}}B_{i+1}^{n+1}(t)}

## Aproksymacja jednostajna
Niech {\displaystyle f:[0,1]\to \mathbb {R} } będzie funkcją ciągłą. Wówczas ciąg wielomianów Bernsteina {\displaystyle \langle E_{n}(f):n=0,1,2,\dots \rangle } jest jednostajnie zbieżny do funkcji {\displaystyle f.}

## Wielomiany bazowe Bernsteina trzech zmiennych
Wielomiany te dane są wzorem:
{\displaystyle B_{ijk}^{n}(r,s,t)={\begin{cases}{\frac {n!}{i!j!k!}}r^{i}s^{j}t^{k}&{\mbox{dla}}\ i,j,k\geqslant 0\ {\mbox{oraz}}\ i+j+k=n\\0&{\mbox{w przeciwnym razie}}\end{cases}}}
i używane do określenia trójkątnych płatów Béziera.

### Własność
{\displaystyle B_{ijk}^{n}(ar,as,at)=a^{n}B_{ijk}^{n}(r,s,t)}